# Johann Julius Schneider
Johann Julius Schneider alternativament Johannes Julius Schneider, (Berlín (1805-1885) fou un pianista i compositor alemany del Romanticisme.
Després d'haver fet sòlids estudis, el 1829 fou nomenat organista i cantor de l'església Friedrichswerder; de 1835 a 1858 fou professor de cant de l'Escola Industrial, i a partir de 1854 professor de l'Acadèmia Reial de Música Eclesiàstica, on entre els seus alumnes tingué a Paul Runge. A més, dirigí gran nombre de societats particulars d'importància.
Deixà: Te Deum, a 12 veus; Paternoster, a 12; una missa a 6; cantates, salms; 2 òperes; dos oratoris; 200 cors per a veus d'homes, cants maçònics, nombrosos concerts d'orgue; un per a piano; sonates, música di camera, etc...